# Palabra a palabra

Palabra a palabra es un mecanismo de difusión léxica por el cual una palabra es introducida en la sociedad y deja un rasgo peculiar (por ejemplo una terminación), que es utilizado en otras palabras de parecidas. Se empieza a utilizar, digamos, por un solo hablante, y poco a poco va entrando en la estructura del lenguaje. Por ejemplo: la f- de ferir empieza en algunos lugares a pronunciarse como una h- aspirada,  por lo que a partir de ahora, hay un cambio o introducción de palabras con dichos rasgos, es decir, evolucionan. Esto lo vemos en fidalgo que pasa a hidalgo.